# Module de Fredholm
En géométrie non commutative, un module de Fredholm est une structure mathématique utilisée pour quantifier le calcul différentiel. Un tel module est, à quelques détails près, identique à l’opérateur elliptique abstrait introduit par Michael Atiyah en 1970.

## Sources
- Alain Connes, Non-commutative geometry, Boston, MA, Academic Press, 1994, 661 p. (ISBN 978-0-12-185860-5, lire en ligne)
- Michael Atiyah, Proc. Int. Conf. on Functional Analysis and Related Topics (Tokyo, 1969), University of Tokio, 1970 (zbMATH 0193.43601), « Global Theory of Elliptic Operators »
- Michael Atiyah, Collected works. Vol. 3. Index theory : 1, New York, The Clarendon Press, Oxford University Press, coll. « Oxford Science Publications », 1988a (ISBN 978-0-19-853277-4 et 0-19-853277-6, MR 0951894, lire en ligne)